# Vielse
 Denne artikel omhandler Vielse i betydningen indgåelse af ægteskab. Opslagsordet har også en anden betydning, se Ordination.
Vielse er den handling, der etablerer et ægteskab. Vielse kan i Danmark foretages ved kirkelig eller ved borgerlig vielse.
Både kirkelige og borgerlige vielser kan foregå i det fri, på hospitaler eller om bord på skibe. 